# Amphiuma pholeter
Espèce
Statut de conservation UICN

 NT  : Quasi menacé
Amphiuma pholeter est une espèce d'urodèles de la famille des Amphiumidae.

## Distribution
Cette espèce est endémique des États-Unis. Elle se rencontre dans le Sud de la Géorgie, dans le Nord-Ouest de la Floride, dans le Sud de l'Alabama et dans le Sud-Est du Mississippi.

## Description
Amphiuma pholeter mesure de 220 à 330 mm.

## Publication originale
- (en) Neill, 1964 : A new species of salamander, genus Amphiuma, from Florida. Herpetologica, vol. 20, no 1, p. 62-65.